# Poder executivo
Poder executivo é o poder do estado que, nos moldes da constituição de um país, possui a atribuição de governar o povo e administrar os interesses públicos, cumprindo fielmente as ordenações legais.

## Presidencialismo
No presidencialismo, o líder do poder executivo, denominado presidente, é escolhido pelo povo, para mandatos regulares, acumulando a função de chefe de estado, chefe de governo e chefe da administração pública.

## Parlamentarismo
Já no parlamentarismo, o executivo depende do apoio direto ou indireto do parlamento para ser constituído e para governar. Este apoio costuma ser expresso por meio de um voto de confiança. Não há, neste sistema de governo, uma separação nítida entre os poderes executivo e legislativo, ao contrário do que ocorre no presidencialismo.
O parlamentarismo distingue os papéis de chefe de estado e chefe de governo, ao contrário do presidencialismo, em que os dois papéis são exercidos pela mesma pessoa. No parlamentarismo, o chefe de estado normalmente não detém poderes políticos de muita importância, desempenhando um papel principalmente cerimonial como símbolo da continuidade do Estado.
Nas repúblicas parlamentaristas, o chefe de estado é eleito pelo voto popular ou nomeado pelo parlamento, por prazo determinado (geralmente com o título de Presidente da República).
Nas monarquias parlamentaristas, o chefe de estado é o monarca, geralmente um cargo hereditário. Já o chefe de governo, com o título de primeiro-ministro (ou, em alguns casos, presidente do governo ou chanceler), efetivamente conduz os negócios do governo, em coordenação com os demais ministros membros do gabinete.
Há também o semipresidencialismo, um sistema que mistura conceitos do presidencialismo e do parlamentarismo.

## Conceito
Em ciência política, o ramo executivo do governo é a única autoridade e responsabilidade para a administração diária da burocracia do Estado. A divisão de poder em diferentes ramos do governo é fundamental para a ideia democrática da separação de poderes.
Em muitos países o termo "governo" conota apenas o ramo executivo. No entanto, esta ambiguidade não consegue diferenciar entre formas de governo despótica e democrática. Nos sistemas autoritários (como uma ditadura ou monarquia absoluta, onde os diferentes poderes do governo são assumidos por uma única pessoa), o ramo executivo deixa de existir, pois não existe qualquer outro ramo separado com o qual partilhar mas iguais poderes governamentais.
A separação do poder do sistema de poderes é projetado para distribuir autoridade afastado do poder executivo - uma tentativa de preservar liberdade individual, em resposta a liderança tirânica ao longo da história. O executivo não é suposto para fazer leis (o papel do legislativo), ou interpretá-las (o papel do judiciário). O papel do executivo é o de fazer cumprir a lei, tal como escrito pela legislatura e interpretado pelo sistema judicial.

## Títulos e cargos de responsabilidade
Existem dois papéis que a direção superior do poder executivo cumpre: a de chefe de Estado e chefe de Governo. A estrutura organizacional do Executivo vai determinar a relação entre o chefe de Estado e de Governo, respectivamente.

## História
O primeiro a mencionar a divisão em três poderes foi Aristóteles, em sua obra A Política. As ideias de Montesquieu partiram das teses de John Locke. Baseada em tal tese de divisão dos poderes, ocorreu a Revolução Francesa. Antes desta, o poder estava nas mãos de apenas uma pessoa.

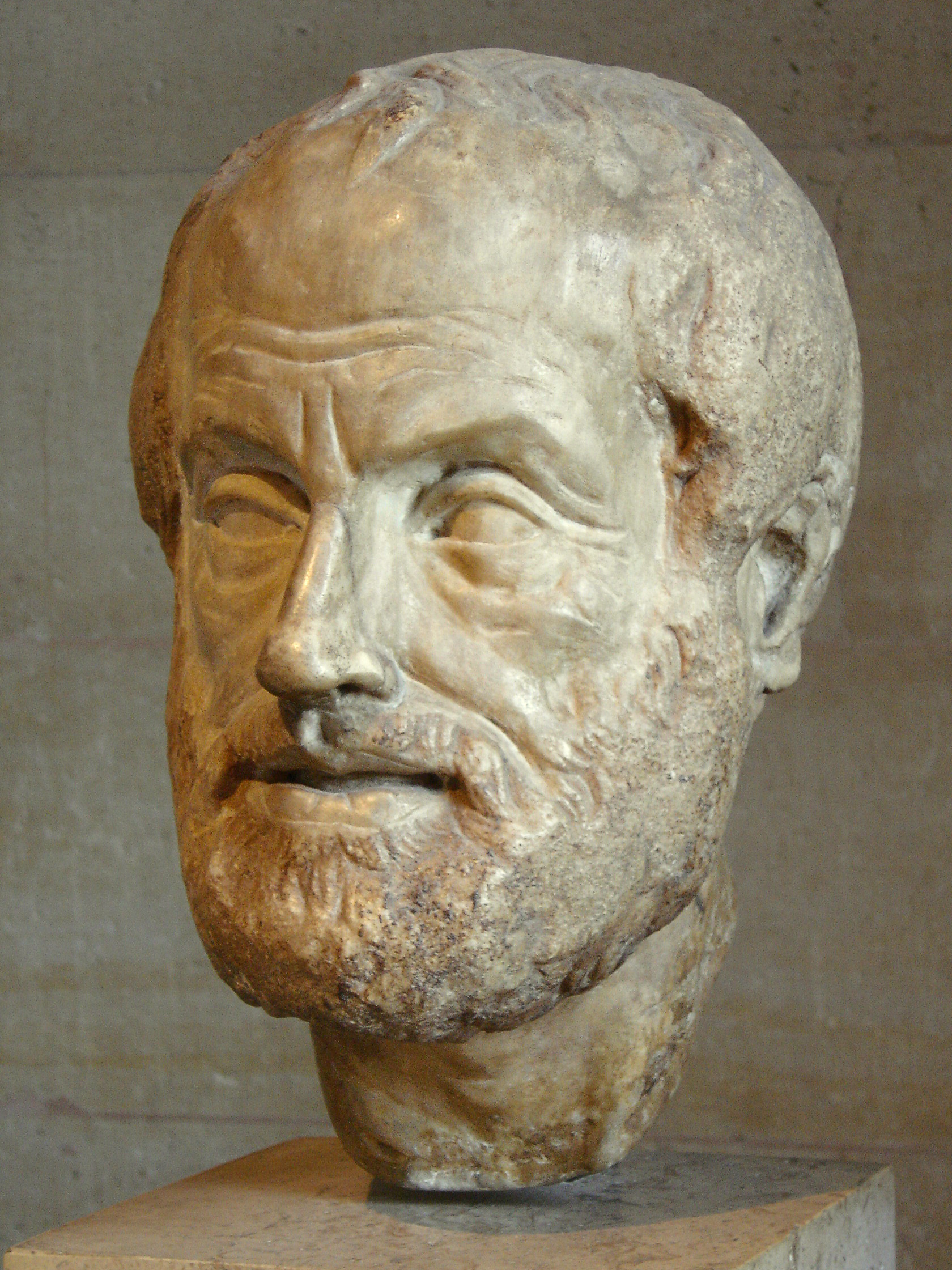
Aristóteles
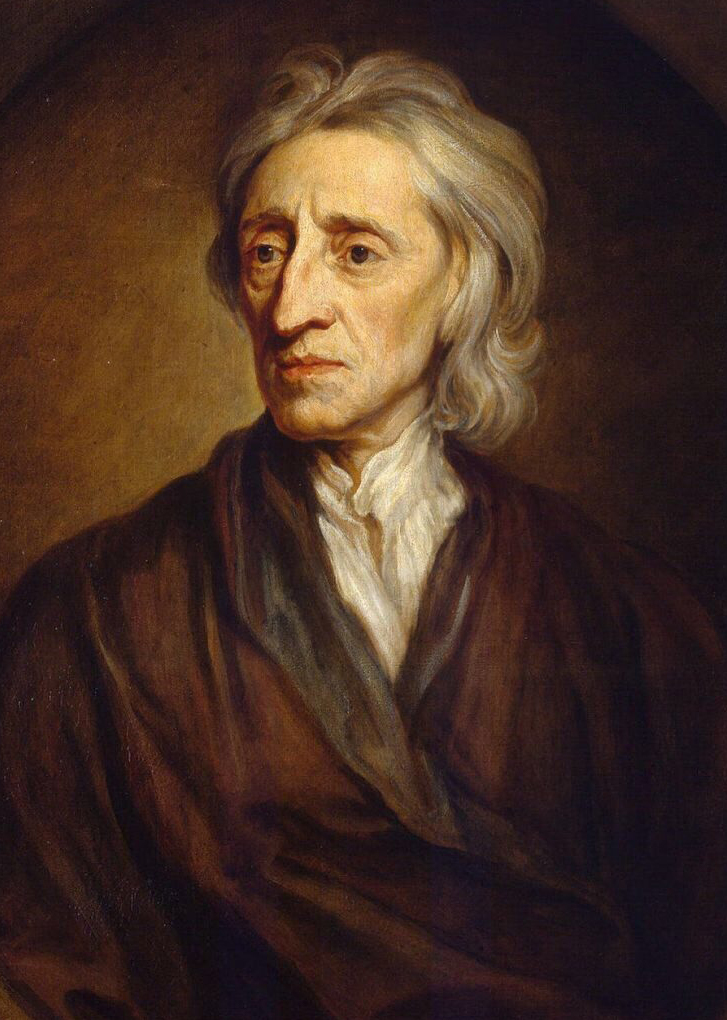
John Locke
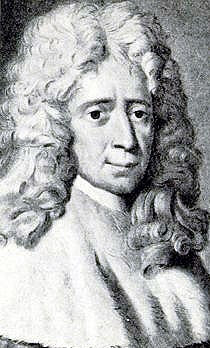
Montesquieu
A Liberdade guiando o povo

## Brasil
Segundo o advogado Vitor Viviani, no Brasil "as funções de chefe de Estado e chefe de governo são exercidas por uma só pessoa.". O poder executivo é representado pelo: Presidente da República; os governadores de estado; os prefeitos dos municípios e suas sub-repartições. Na Constituição da República Federativa do Brasil de 1988 as funções do Presidente da República constam no artigo 84. Como poderes, o Presidente detém os seguintes: Chefe de Estado, Governo, administração pública Federal e comandante das Forças Armadas.